# Brigitte Stephani
Brigitte Maja Stephani geb. Nussbächer (* 14. Februar 1942 in Hermannstadt, Königreich Rumänien) ist eine deutsche Volkskundlerin, Kunstkritikerin, Publizistin und Übersetzerin. Sie veröffentlichte auch als Brigitte Nussbächer und unter den Pseudonymen Maja Wassermann, Anna Conrad, Maja Czekelius, Maja Martini und Ana Sibianu.

## Leben
Sie wuchs in Hermannstadt auf, wo sie das staatliche Deutsche Gymnasium besuchte. Anschließend studierte sie zuerst Russistik am Pädagogischen Institut Bukarest, das sie mit Diplom beendete. Danach unterrichtete sie zwei Jahre an den deutschsprachigen Schulen in Rode (Zagăr) bei Elisabethstadt (Dumbrăveni) und in Michelsberg (Cisnădioara) bei Hermannstadt (Sibiu). Dann studierte sie Germanistik und Anglistik an der Fakultät für Literatur und Moderne Sprachen der Universität C. I. Parhon, Bukarest, das sie 1969 mit dem Abschluss M.A. beendete. Während ihres Studiums hatte sie als Praktikantin in den Sommerferien in der Kulturabteilung der Hermannstädter Zeitung gearbeitet und dort öfters eigene Beiträge veröffentlicht.
Nach ihrem Studium war sie drei Jahre als Lektorin in der Abteilung für deutschsprachige Literatur beim Kriterion Verlag, Bukarest, tätig und anschließend als Redakteurin bei der deutschsprachigen Monatsschrift Volk und Kultur, Bukarest, wo sie bis zu ihrer Ausreise nach Deutschland 1990 die Ressorts Bildende Kunst, Brauchtum, Volkskunde und Junge Autoren leitete.
Seit 1969 ist sie mit dem Schriftsteller, Ethnologen und Journalisten Claus Stephani verheiratet, damals Redakteur der Zeitschrift Neue Literatur. Der Ehe entstammen zwei Söhne. Der Ältere verunglückte 1989 tödlich auf bisher ungeklärte Weise während eines Tagesausflugs in den Karpaten. 1990 emigrierte sie mit ihrer Familie aus Bukarest nach München und lebt seit 1999 in Baldham. In Deutschland arbeitete sie zuerst als wissenschaftliche Angestellte am Parish-Institut des Münchner Stadtmuseums und danach als Bibliothekarin im HDO und als freie Publizistin und Buchautorin.

## Publikationen (Auswahl)

### Bücher
- Eduard Morres. Ein siebenbürgischer Künstler. 1884–1980. Monographie. München / Heidelberg: Zeidner Nachbarschaft / Arbeitskreis für Siebenbürgische Landeskunde, 2006.[3] ISBN 3-929848-57-0[4]
- Zipser Kinderwelt in Nordrumänien. Marburg: N. G. Elwert Verlag, 1989. (Schriftenreihe der Kommission für ostdeutsche Volkskunde in der Deutschen Gesellschaft für Volkskunde e.V., Bd. 46.)[5]
- Sie prägten unsere Kunst. Studien und Aufsätze (Hg.). Klausenburg / Cluj-Napoca: Dacia Verlag, 1985
- Otto Czekelius. Schriften aus dem Nachlass. (Hg.)  Bukarest: Kriterion Verlag, 1985
- Emil Sigerus. Volkskundliche und kunstgeschichtliche Schriften. (Hg.) Bukarest: Kriterion Verlag, 1977
- Reflexe in Licht und Schatten. Eduard Morres als Bote der Freilichtmalerei. Katalog zur Ausstellung. München: HDO, 2014. ISBN 978-3-927977-36-5[6][7]

### Übersetzungen
- Grundkurs Deutsch. Îndrumător explicativ la cursul „Învățați limba germană fără profesor“ (Lehrbuch zum Lehrgang „Lernen Sie Deutsch ohne Lehrer“). München: Verlag für Deutsch, 1995
- Der Aragonese und der Telegraph. Spanische Volksanekdoten. (Übersetzung aus dem Rumänischen.) Bukarest: Ion Creangă Verlag, 1970
- Das Pferd mit den goldenen Hufeisen. Rumänische Volksmärchen aus Siebenbürgen. Bukarest: Ion Creangă Verlag, 1969
- Ein Traum, der wahr wurde. Gelegenheitsstück von Radu Miron. Preprint In: Volk und Kultur (Bukarest), 19. Jg., Nr. 11/1967